# San Miguel Chicahua
San Miguel Chicahua es una localidad del estado mexicano de Oaxaca. Es cabecera del municipio de San Miguel Chicahua.

## Demografía
| Censo | Población |
| ----- | --------- |
| 1910  | 797       |
| 1921  | 663       |
| 1930  | 782       |
| 1940  | 82        |
| 1950  | 135       |
| 1960  | 632       |
| 1970  | 594       |
| 1980  | 854       |
| 1990  | 229       |
| 1995  | 160       |
| 2000  | 139       |
| 2005  | 181       |
| 2010  | 251       |
| 2020  | 284       |